# I. e. 346
Évszázadok: i. e. 5. század – i. e. 4. század – i. e. 3. század
Évtizedek: i. e. 390-es évek – i. e. 380-as évek – i. e. 370-es évek – i. e. 360-as évek – i. e. 350-es évek – i. e. 340-es évek – i. e. 330-as évek – i. e. 320-as évek – i. e. 310-es évek – i. e. 300-as évek – i. e. 290-es évek
Évek: i. e. 351 – i. e. 350 – i. e. 349 – i. e. 348 –  i. e. 347 – i. e. 346 – i. e. 345 – i. e. 344 – i. e. 343 – i. e. 342 – i. e. 341

## Események

### Görögország
- Makedónia és Athén megköti Philokratész békéjét, amely szerint visszatérnek a háború előtti status quohoz, de a makedónoknak joguk van megbüntetni a delphoi szentély kirablásával a harmadik szent háborút elindító Phókiszt.
- Athénban Démoszthenész és Timarkhosz hazaárulással vádolja a békeküldöttség egyik tagját, Aiszkhinészt, aki igyekezett elfogadtatni a makedónok görögországi hódításait.
- II. Philipposz makedón király áthalad a korábban az athéniaik által lezárt Thermopülai-szoroson és legyőzi a phókisziakat.

### Itália
- A korábban elmenekült II. Dionüsziosz visszatér a politikailag instabil Szürakuszaiba és megszerzi a hatalmat.
- Rómában consullá választják Marcus Valerius Corvust és Caius Poetilius Libo Visolust. Corvus Satricumnál legyőzi a fellázadt antiumiak és volscusok egyesült seregét, lerombolja Satricumot és négyezer foglyot ejt, akiket eladnak rabszolgának.[1]

## Fordítás
- Ez a szócikk részben vagy egészben  a(z)   346 BC című angol Wikipédia-szócikk ezen változatának fordításán alapul.  Az eredeti cikk szerkesztőit annak laptörténete sorolja fel. Ez a jelzés csupán a megfogalmazás eredetét és a szerzői jogokat jelzi, nem szolgál a cikkben szereplő információk forrásmegjelöléseként.